# 戴维·考尔德

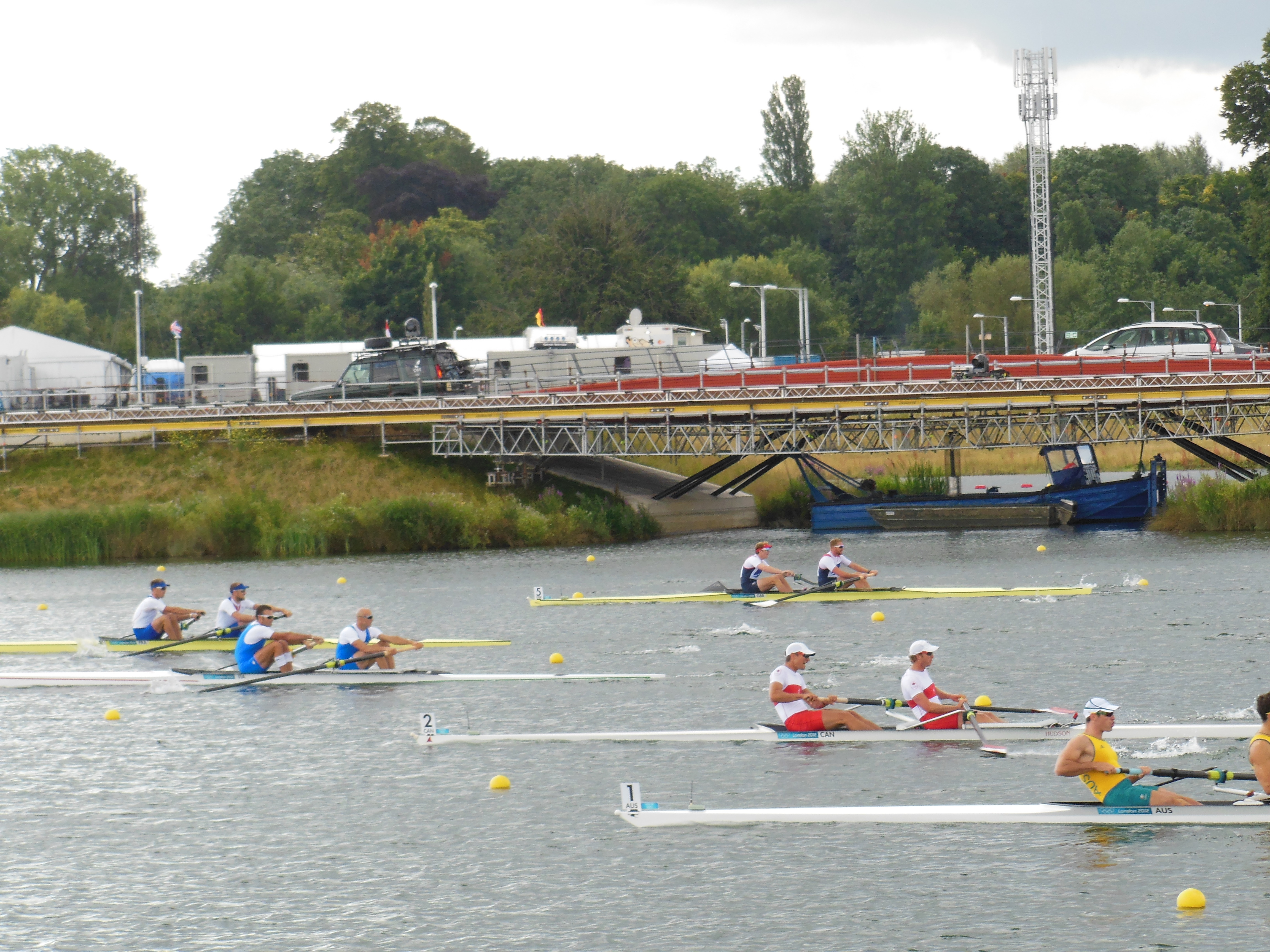
穿著紅白制服的考爾德和弗兰德森參與2012年倫敦奧運男子雙人單槳無舵手賽事

戴维·考尔德 OLY（1978年5月21日—），加拿大男子赛艇运动员。他曾代表加拿大参加2000年、2004年、2008年和2012年夏季奥林匹克运动会赛艇比赛，其中2008年奥运会雙人單槳無舵手賽艇比賽中與斯科特·弗兰德森共同获得银牌。

## 生平
考爾德於緬尼吐巴省布蘭登出生，就讀於卑詩省溫哥華島東南部磨坊灣的布倫特伍德中學。他曾連續三年參與世界賽艇青年錦標賽，1994年贏取男子四人賽事銅牌，1996年則贏取男子雙人賽事金牌。他於1996年以5:59.9的成績打破19歲以下的卑詩省二千米測力計紀錄，同年從布倫特伍德中學畢業。
他於2000年首次亮相奧運會，在當年的悉尼奧運男子八人單槳連舵手賽艇決賽中名列第七。他於2003年世界賽艇錦標賽男子八人單槳連舵手比賽中則摘金。2004年雅典奧運，他與克里斯·賈維斯共同參與男子雙人單槳無舵手賽事，但於準決賽最後階段因偏離賽道而被取消資格。兩人就此提出上訴但不獲接納，因此未能參與決賽。
在1992年奧運金牌得主特倫斯·保羅執教下，考爾德與斯科特·弗兰德森共同參與2008年北京奧運男子雙人單槳無舵手賽事並摘銀，成為該屆奧運首兩位贏取獎牌的加拿大運動員。考爾德於2012年最後一次參與奧運，在當年的倫敦奧運男子雙人單槳無舵手賽事再度與弗兰德森合作並名列第六。
他在各屆奧運之間曾於卑詩省政府能源、礦務及天然氣廳任職社區關係顧問，後則於聖米高學校社區賽艇中心和峽谷賽艇會任職經理。他於2016年出任卑詩賽艇協會董事會成員，2017年11月則出任該會行政總監，2018年入選大維多利亞地區體育名人堂。
他曾於2013年省選協助卑詩新民主黨候選人布嫻妮競逐連任省議會沙尼治南選區議員，後亦一度出任布嫻妮的選區協會管理人員，但於2016年11月則轉投卑詩自由黨。他於2017年省選代表自由黨競逐省議會沙尼治南選區議席，但不敵布嫻妮。

## 外部連結
- （英文）世界划船總會網站 戴維·考爾德簡介 （页面存档备份，存于）